# Symphyotrichum
Symphyotrichum là một chi thực vật có hoa trong họ Cúc (Asteraceae).

## Loài
Chi Symphyotrichum gồm các loài: